# Пригородное сельское поселение (Тверская область)
При́городное се́льское поселе́ние — упразднённое муниципальное образование в составе Бельского района Тверской области, существовавшее в 2005 — 2022 годах.
Центр поселения — посёлок Пригородный.

## Географические данные
- Общая площадь: 724,6 км²
- Нахождение: северная часть Бельского района
  - Граничит:
    - на севере — с Нелидовским районом, Новосёлковское СП
    - на северо-востоке — с Оленинским районом, Гусевское СП
    - на востоке — с Верховским СП
    - на юге — с Егорьевским СП, городом Белый и Будинским СП
    - на юго-западе — с Демяховским СП
    - на западе — с Жарковским районом, Жарковское СП

Основные реки — Обша, Льба, Песочная.
Поселение пересекает автодорога Р136 «Лисичино — Духовщина — Белый — Нелидово».

## Население
| 2010 | 2011 | 2012 | 2013 | 2014 | 2015 | 2016 |
| ---- | ---- | ---- | ---- | ---- | ---- | ---- |
| 517  | ↘513 | ↘487 | ↘463 | ↘446 | ↘418 | ↘410 |
| 2017 | 2018 | 2019 | 2020 | 2021 |      |      |
| ↘394 | ↘391 | ↘380 | ↘367 | ↘281 |      |      |

На 01.01.2008 — 567 человек.

## Населенные пункты
На территории поселения находятся 32 населённых пункта:
| №  | Населённый пункт | Тип     | Население |
| -- | ---------------- | ------- | --------- |
| 1  | Алферово         | деревня | 0         |
| 2  | Борок            | деревня | 1         |
| 3  | Грибово          | деревня | 0         |
| 4  | Ефимлево         | деревня | 0         |
| 5  | Заболотье        | деревня | ↘0        |
| 6  | Заболотье        | деревня | 0         |
| 7  | Заньково         | деревня | 1         |
| 8  | Ивановка         | деревня | 0         |
| 9  | Корнево          | деревня | 0         |
| 10 | Куракино         | деревня | 0         |
| 11 | Куракинский      | посёлок | 45        |
| 12 | Лейкино          | деревня | 0         |
| 13 | Мокрый Луг       | деревня | 0         |
| 14 | Нестерово        | деревня | 99        |
| 15 | Никольщина       | деревня | 0         |
| 16 | Новгородово      | деревня | 14        |
| 17 | Новое Бохово     | деревня | 12        |
| 18 | Паново           | деревня | 5         |
| 19 | Пески            | деревня | 0         |
| 20 | Петрушино        | деревня | 1         |
| 21 | Понизовье        | деревня | 40        |
| 22 | Поповка          | деревня | 1         |
| 23 | Поповский        | посёлок | 10        |
| 24 | Пригородный      | посёлок | ↗225      |
| 25 | Прудня           | деревня | 0         |
| 26 | Пящино           | деревня | 5         |
| 27 | Рыжково          | деревня | 6         |
| 28 | Симоны           | деревня | 0         |
| 29 | Сопоть           | деревня | 0         |
| 30 | Старое Бохово    | деревня | 1         |
| 31 | Филюкино         | деревня | 46        |
| 32 | Шлейно           | деревня | 0         |

## История
В 12-14 веках территория поселения входила в Смоленское великое княжество. С 1355 года находится в составе Великого княжества Литовского, после окончательного присоединении к Русскому государству в 1654 году, в Смоленском воеводстве.
С XVIII века территория поселения относилась:
- в 1708—1719 к Смоленской губернии
- в 1719—1726 к Смоленской провинции Рижской губернии
- в 1726—1776 к Смоленской губернии
- в 1776—1796 к Смоленскому наместничеству
- в 1796—1929 к Смоленской губернии, Бельский уезд
- в 1929—1937 к Западной области, Бельский район
- в 1937—1944 к Смоленской области, Бельский район
- в 1944—1957 к Великолукской области, Бельский район
- в 1957—1963 к Калининской области, Бельский район
  - Понизовский сельсовет некоторое время относился к Жарковскому району
- в 1963—1965 к Калининской области, Нелидовский район
- в 1965—1990 к Калининской области, Бельский район
- с 1990 к Тверской области, Бельский район.

Пригородное сельское поселение образовано в 2005 году, включило в себя территории Заболотинского, Нестеровского, Филюкинского и Понизовского сельских округов.
Законом Тверской области от 7 апреля 2022 года № 8-ЗО муниципальное образование было упразднено с включением всех населённых пунктов в состав Бельского муниципального округа.

## Достопримечательности
В деревне Нестерово историко-революционный музей, открытый в 1970 году в доме, где В. И. Ленин останавливался 28-30 августа 1920 года, приехав сюда на охоту и отдых.